# 敷城県
敷城県（ふじょう-けん）は中華人民共和国山西省にかつて存在した県。現在の原平市北西部に相当する。
南北朝時代、北魏により設置された。太平真君年間に廃止されている。